# Legião Portuguesa (napoleónica)
A Legião Portuguesa foi um corpo de tropas portuguesas integrado no Grande Armée de Napoleão Bonaparte.

## História
No contexto da Guerra Peninsular, a criação do corpo deveu-se a uma ordem directa de Napoleão a Jean-Andoche Junot, datada de 12 de Novembro de 1807, tendo-se materializado em Fevereiro de 1808 com as melhores unidades do, entretanto debandado, Exército Português. A Legião Portuguesa partiu para Salamanca em Abril de 1808 e depois de um longo périplo pela Espanha e França participou nas campanhas da Alemanha, Áustria e Rússia, tendo participado nas batalhas de Wagram, Smolensk, Vitebsk e Borodino (Moscovo) e sofrendo pesadas baixas. Altamente apreciada por Napoleão, as tropas da Legião eram referidas por este enquanto "Infantaria Negra".
Foi extinta a 5 de maio de 1814, tendo regressado a Portugal apenas cerca de um milhar dos mais de 30 000 soldados que partiram, sem contar com os 24 000 que foram abandonando o exército francês e voltando a Portugal para se juntarem à resistência durante a travessia de Espanha. Assim é uma unidade de 9 000 homens que é integrada no Exército Imperial de Napoleão.
Recentemente foram descobertos alguns restos mortais de soldados portugueses no campo da batalha de Lubino os quais foram sepultados num cemitério em Smolensko.

## Organização
A Legião Portuguesa formava uma divisão composta por:
- 5 Regimentos de Infantaria;
- 3 Regimentos de Cavalaria;
- 1 Regimento de Artilharia.

Por esta organização foram nomeados comandantes das forças portuguesas:
- o marquês de Alorna, D. Pedro José de Almeida Portugal;
- Gomes Freire de Andrade, segundo comandante;
- Manuel Inácio Martins Pamplona, chefe de estado-maior general;
- D. José Carcome Lobo, comandante da 1.ª Divisão; e
- João de Brito Mousinho, comandante da 2.ª Divisão.

Para subchefes do estado-maior:
- Marino Miguel Franzini, mas "desertou" em Espanha, regressando a Portugal;[2] e
- Manuel de Castro Pereira de Mesquita.

Entre os ajudantes de campo do comando estavam:
- Carlos Frederico Lecor, que conseguiu evadir-se para Inglaterra, onde foi o principal organizador da Leal Legião Lusitana.
- António Maria Correia de Sá e Benevides Velasco da Câmara que conseguiu evadir-se, mas, voltando a Portugal onde foi preso.

Eram coronéis de cavalaria:
- o marquês de Loulé;
- Roberto Inácio Ferreira de Aguiar; e
- Álvaro Xavier de Póvoas, que não saiu de Lisboa porque o seu regimento não chegou a organizar-se.

Da infantaria eram coronéis:
- Saldanha e Albuquerque;
- o marquês de Ponte de Lima;
- Francisco António Freire Pego;
- o conde de São Miguel:
- José de Vasconcelos e Sá; e
- Francisco Ferreri.

Com os restos de vários regimentos formou-se um esquadrão de caçadores a cavalo, comandado por:
- D. João de Melo

e um batalhão de caçadores a pé, comandado por:
- Francisco Cláudio Blanc.[3]

Para a campanha de 1809, foi criada a 13ª Meia-Brigada de Élite fazendo parte do II Corpor de Oudinot sob o comando do General de Brigada D. José Carcome Lobo com:
- 3 Batalhões de Infantaria, criados por elementos de diversos regimentos de infantaria da Legião;
- 1 Regimento Provisional de Caçadores a Cavalo sob o comando do Coronel Roberto Inácio Ferreira de Aguiar.

Em 1811, a Legião Portuguesa é reorganizada em:
- 3 Regimentos de Infantaria;
- 1 Regimento de Caçadores a Cavalo;
- 1 Batalhão de Depósito.

Em 1813, após sofrer pesadas baixas, os restos da Legião são reorganizados em:
- 1 Batalhão de Guerra;
- 1 Batalhão de Depósito.

## Batalhas notáveis
- Batalha de Wagram
- Batalha de Smolensk (1812)
- Vitebsk
- Batalha de Borodino (Moscovo)